# Estación de Ginebra-Cornavin

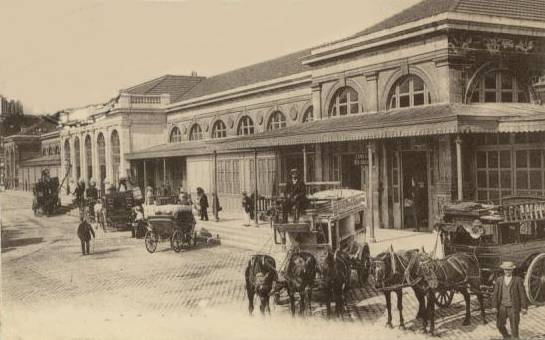
La estación en 1912.

La estación de Ginebra-Cornavin, más conocida popularmente como la estación de Cornavin, es la estación ferroviaria principal de la ciudad suiza de Ginebra. Es la estación más importante del cantón de Ginebra y la cuarta de Suiza y por la que pasan diariamente unas 85000 personas y 230 trenes
La estación fue inaugurada el 16 de marzo de 1858, siendo completamente reconstruida durante la década de 1920, inaugurándose el nuevo vestíbulo principal en 1929, siendo abierto todo el complejo en el año 1931. Al comienzo de la década de 2000, la estación se fue adaptando para acoger el modelo RailCity, un conjunto de tiendas integrado en la estación con un horario de apertura ampliado. En total, alberga 50 tiendas, bares, restaurantes y una comisaría de policía. Este complejo se inauguró en 2004.

## Situación
Se encuentra ubicada en el barrio ginebrino de Les Pâquis. Se puede acceder a la estación mediante autobuses y tranvía de Transports Publics Genevois. Muy próximo se sitúa el hotel Cornavin.
En términos ferroviarios, la estación se sitúa en la línea Ginebra - Lausana, y en la línea Lyon-Perrache - Ginebra. Sus dependencias ferroviarias colaterales son la estación de Ginebra-Aeropuerto, la estación de Vernier hacia Lyon-Perrache y la estación de Ginebra-Sécheron en dirección Lausana.

## Servicios ferroviarios
Esta estación es el término de numerosas relaciones ferroviarias de los SBB o SNCF, siendo una estación con una clara vocación nacional e internacional, ya que entre los destinos de los trenes que parten de esta estación se encuentran Marsella, Milán, París o Venecia, además de los nacionales a Zúrich, Berna, Basilea, Lucerna, San Galo o Lausana.

### Servicios de larga distancia
- EIL Ginebra-Cornavin - Bellegarde - Nurieux - Bourg-en-Bresse - Bruselas Sur - Ámsterdam-Centraal.
- NJ Ginebra-Cornavin - Bellegarde - Lyon - Montpellier Saint-Roch - Perpiñán - Barcelona-Sants.
- TGV Ginebra-Cornavin - Bellegarde - Lyon - Valence TGV - Aviñón TGV - Marsella-San Carlos.
- TGV Ginebra-Cornavin - Bellegarde - Nurieux - Bourg-en-Bresse - París.
- FR Ginebra-Aeropuerto - Ginebra-Cornavin - Lausana - Montreux - Sion - Brig - Milán ( - Venecia-Santa Lucía). Se presta varias veces al día por sentido.
- ICN San Galo - Gossau - Wil - Winterthur - Zúrich-Aeropuerto - Zúrich - Aarau - Olten - Soleura - Biel/Bienne - Neuchâtel - Yverdon-les-Bains - Morges - Nyon - Ginebra-Cornavin - Ginebra-Aeropuerto. Servicios cada hora en cada sentido. Hay un tren cada dos horas.
- ICN Ginebra-Aeropuerto - Ginebra-Cornavin - Nyon - Morges - Yverdon-les-Bains - Neuchâtel - Biel/Bienne - Grenchen Nord - Moutier - Delémont - Laufen - Basilea SBB. Hay un tren cada dos horas.
- IC San Galo - Gossau - Flawil - Uzwil - Wil - Winterthur - Zúrich-Aeropuerto - Zúrich - Berna - Friburgo - Lausana - Ginebra-Cornavin - Ginebra-Aeropuerto. Servicios cada hora por cada dirección.
- IR Ginebra-Aeropuerto - Ginebra-Cornavin - Nyon - Morges - Lausana - Vevey - Montreux - Aigle - Martigny - Sion - Sierre - Leuk - Visp - Brig.
- IR Ginebra-Aeropuerto - Ginebra-Cornavin - Lausana - Friburgo - Berna - Zofingen - Sursee - Lucerna.

### Servicios regionales
- RE Annemasse/Ginebra-Aeropuerto – Ginebra-Cornavin – Lausana – Vevey (– San Mauricio)
- L1 Coppet – Ginebra-Cornavin – Annemasse – Évian-les-Bains
- L2 Coppet – Ginebra-Cornavin – Annemasse – Annecy
- L3 Coppet – Ginebra-Cornavin – Annemasse – Saint-Gervais-les-Bains-Le Fayet
- L4 Coppet – Ginebra-Cornavin – Annemasse
- L5 Ginebra-Cornavin – La Plaine
- L6 Ginebra-Cornavin – La Plaine – Bellegarde
- TER Bellegarde – Évian-les-Bains/Saint-Gervais-les-Bains-Le Fayet, Annecy – Saint-Gervais-les-Bains-Le Fayet y Ginebra-Cornavin – Bellegarde – Lyon/Grenoble – Valence

## En la cultura popular
La estación y una de las plataformas de la misma aparecen en el libro El asunto Tornasol, publicado en 1956, perteneciente a Las aventuras de Tintin, la serie de cómics del dibujante belga Hergé.